# Dépeçage
No direito, dépeçage (do francês, "desmembramento") é um conceito no campo do direito internacional privado usado para designar situações dentro de um único caso em que são aplicadas leis de diferentes jurisdições. 
O conceito teve origem em países de direito civil, mas também foi adotado em países de direito consuetudinário, como o Reino Unido e a Irlanda. Em países de common law, a dépeçage pode ser usada quando um único contrato prevê que diferentes partes do contrato serão regidas por leis diferentes, ou na ausência de um contrato, quando as regras de escolha da lei do próprio tribunal fazem com que ele aplicar diferentes corpos jurídicos a diferentes questões. 